# Курт Шеллер
Курт Шеллер (нар. 2 квітня 1952, Люцерн, Швейцарія) — швейцарський шеф-кухар, кулінарний критик, засновник кулінарної академії.

## Біографія
Закінчив школу гастрономії в Люцерні і там знайшов свою першу роботу в готелі «Luzernhof». У 1971 році переїхав до Лондона і почав готувати страви в ресторані в Нормандії. Тут теж вперше став шеф-кухарем в обідньому ресторані типу кав’ярні. У 1972 році покинув Велику Британію і поїхав до Іспанії, де познайомився із середземноморською кухнею. Після чого рік подорожував Європою щоб влаштуватися на роботу в Hilton в Амстердамі. Використовував свої рекомендації для подальшого кар'єрного росту — у 1975 році, у віці всього 23 роки, став виконавчим шеф-кухарем в одному з готелів на Ямайці, де отримав золоту медаль на кулінарній виставці в бухті Монтего. У 1979 році переїхав до Еквадору, де був шеф-кухарем президентської кухні. З 1980 року готував для шейхів у Кувейті (завоював тут ще одну золоту медаль). Наступні три роки відпочивав у своєму рідному місті в Швейцарії, де йому не вдавалось досягти успіху, аж до кулінарного чемпіонату світу в Люксембурзі — очолив там єгипетську команду. Шеф-кухарська організація «Toques Blanches» (White Caps) обрала його «Шефом 1989 року». Двічі обирався головою цієї організації. У 1989 році також отримав запрошення очолити кухню московського готелю в російській столиці, яке прийняв. У 1991 році приїхав до Польщі і став шеф-кухарем готелю «Брістоль» у Варшаві. У 1995 році поїхав до Бахрейну, щоб незабаром знову з’єднатися з Варшавою (на цей раз шеф-кухарем готелю «Шератон»). 
З 2002 року очолює Академію кулінарних мистецтв, підписану власним іменем. Вів програму на телеканалі «Polsat» «Кулінарний алфавіт Курта Шеллера». Шеллер виграв багато нагород, є присяжним у багатьох кулінарних змаганнях та членом та засновником кулінарних організацій, ініціатором заснування Польської асоціації кухарів та кондитерів. У 2012 році був спеціальним гостем у програмі MasterChef. У 2013 році став художнім керівником кулінарної програми «Top Chef», створеної телестанцією «Polsat». 
Був особливим гостем у фіналі другого видання «MasterChef» на TVN. 
З'явився в польському виданні Hell's Kitchen як експерт, який надає поради шеф-кухарям, які беруть участь у програмі. 

## Публікації
1. Шеф-кухар мандрує по всьому світу
2. Польська кухня, яку ви не знаєте